# Spectral (Album)
Spectral ist ein Album von Dave Rempis, Darren Johnston und Larry Ochs. Die am 23. und 25. Mai 2012 in den Veranstaltungsorten Berkeley Arts, Berkeley und Catacombs, San Francisco entstandenen Aufnahmen erschienen am 6. Mai 2014 auf Dave Rempis’ Plattenlabel Aerophonic Records.

## Hintergrund
Der selbstgeprägte Begriff einer „unsichtbaren Architektur“, einer Klangarchitektur, die ihr durchflutetes Spiel wie ein Gerüst trägt und auftürmt, soll die Daseinsberechtigung dieses freien Improvisationstrios darstellen, notierte Eyal Hareuveni. Die drei Musiker trafen sich zum ersten Mal im Herbst 2011, als der Altsaxophonist Dave Rempis von seinem Zuhause in Chicago an die Westküste der USA reiste, um mit gleichgesinnten Musikern aus der Szene der Bay Area zusammenzuarbeiten. Der Trompeter Darren Johnston, ein häufiger Besucher in Chicago und Mitarbeiter von Rempis, schlug vor, sich mit dem Saxophonisten Larry Ochs vom Rova Saxophone Quartet zusammenzutun, um als Trio im Uptown Nightclub in Oakland aufzutreten. Rempis kehrte im Frühjahr 2012 für zwei weitere Konzerte und eine Aufnahmesession in die Bay Area zurück, die zum Debütalbum des Trios, Spectral, führte.
Mit den beiden Alben Neutral Nation (2016) und Empty Castles (2018) setzte das Trio seine Zusammenarbeit fort.

## Titelliste
- Johnston / Larry Ochs: Spectral (Aerophonic Records 006)[3]

1. Traction – 8:49
2. Iterated Integrals – 7:29
3. Wrinkle Wrankle – 10:15
4. How It Started – 6:07
5. Snaggletooth Tussle – 4:50
6. Cheek and Bones – 6:45
7. The Drop – 11:17

## Rezeption

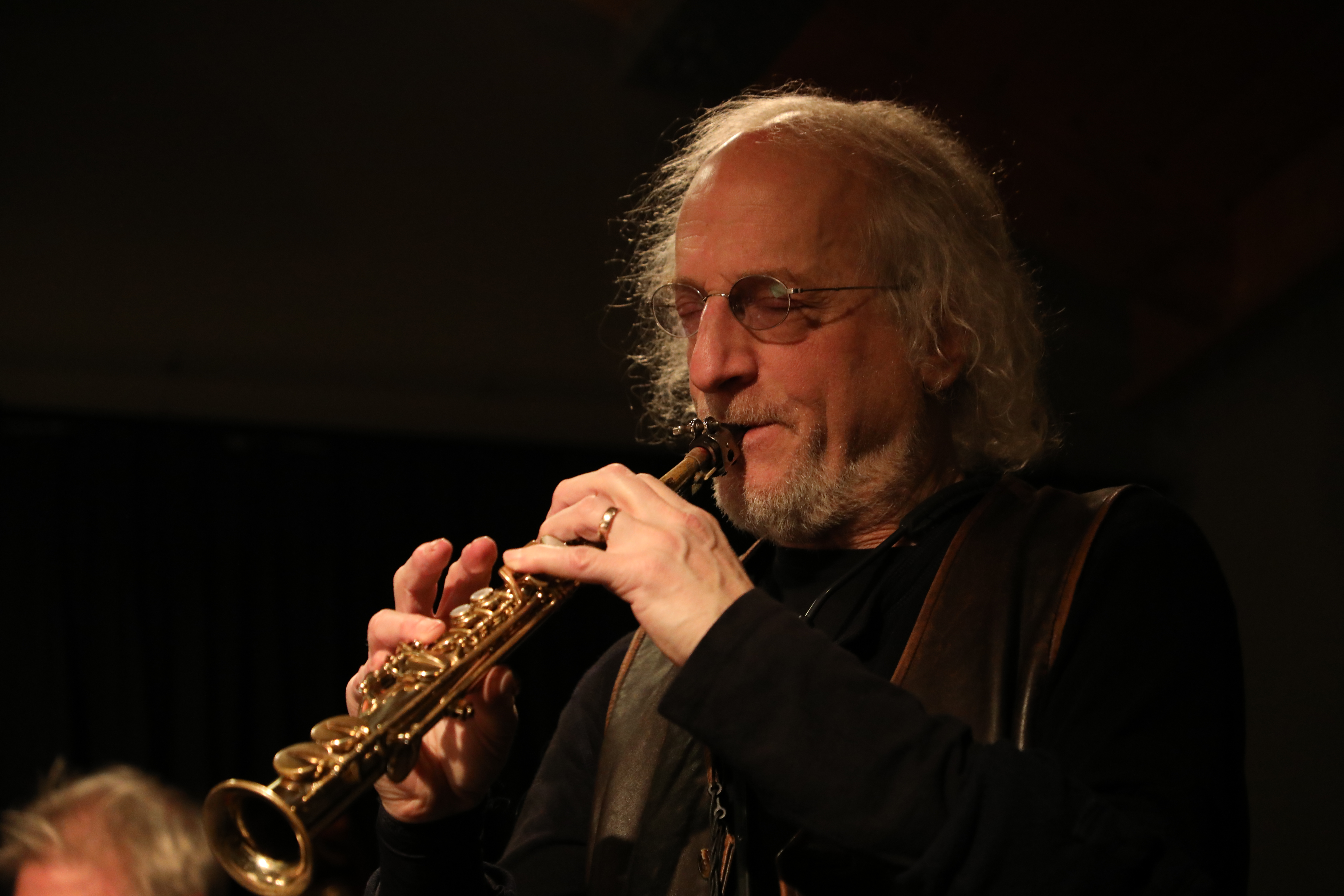
Larry Ochs mit The Fictive Five im club W71 Weikersheim 2019

Nach Ansicht von Eyal Hareuveni, der das Album in All About Jazz rezensierte, würden sich die Musiker mit spontanen Klangsuchen beschäftigen und die Klangfarben und wechselnden Dynamiken ihrer Instrumente mit souveräner Zurückhaltung und respektvollem Zusammenspiel erforschen. Die letzten drei Stücke seien außergewöhnlich. Die balladenartige Einleitung von „Cheek and Bones“ biete sanfte, streichelnde Klänge, die emotionale Wirkung entfalten. Das vorherige und letzte Stück, „Snaggletooth Tussle“ und „The Drop“, würde sich durch einen Kurswechsel durch intensive, raue Attacken auszeichnen. Diese Stücke forderten zu einer Erweiterung der klanglichen Möglichkeiten heraus und würden dieser raffinierten, nuancierten Architektur neue, eigenständige Lichter und Schattierungen verleihen.
Alle drei Musiker würden in dieser Zusammensetzung hier gedeihen, meinte Gregor Applegate Edwards; sie hörten einander aufmerksam zu und reagierten mit außergewöhnlich kreativen Äußerungen. Dies sei Musik, die von vulkanischen Energieexplosionen bis hin zu gedämpfteren melodischen Zusammenspielen reichen könne. Die hervorgerufenen Klangfarben zeigten die genaue Kontrolle, die die Künstler über die Klangmöglichkeiten ihrer jeweiligen Instrumente erlangt haben, und die Wahl der Töne öffne das musikalische Universum für subtile oder berauschende melodische Variationen, die manchmal dicht aneinander folgen. Letztendlich könne man großartige Dinge hören, die Kunst dreier hervorragender Improvisatoren, die eine Synergie bilden, die zu den besten derartigen Auftritten der letzten Jahre zähle.